# 蓝坊镇 (蕉岭县)
蓝坊镇，是中华人民共和国广东省梅州市蕉岭县下辖的一个乡镇级行政单位。

## 行政区划
蓝坊镇下辖以下地区：
蓝坊镇社区、峰口村、大地村、蓝坊村、石中村、石湖村、高场村、龙潭村、高南村、高思村、程官村和大光村。

## 中国传统村落
2013年8月，大地村、高思村被评为第二批中国传统村落。